# Guerre écosso-norvégienne
Guerre écosso-norvégienne
Batailles
Largs
La guerre écosso-norvégienne est la guerre qui opposa la Norvège et l'Écosse de 1262 à 1266 au sujet de la propriété des Hébrides et de l'île de Man. Cette guerre consiste essentiellement en une succession d'escarmouches entre les rois de ces contrées. La bataille de Largs (2 octobre 1263) est l'engagement militaire principal du conflit, elle se solde par le massacre par les Écossais de quelques équipages norvégiens débarqués sur la côte. Le roi Håkon IV déjà âgé et malade retourne hiverner dans les Orcades où il meurt le 15 décembre 1263. Le conflit se termine sous le règne de son fils et successeur Magnus VI de Norvège par la signature du traité de Perth.

## Origine
La suzeraineté norvégienne sur les Hébrides était contestée depuis la décennie 1240, quand le roi écossais Alexandre II fit savoir au roi de Norvège Håkon son intention d'acquérir de lui les Hébrides. Pendant presque une décennie, Alexandre II persista vainement dans ses tentatives, et à sa mort en 1249, les pourparlers cessèrent, pendant 13 ans. Quand son fils Alexandre III, soutenu par la majorité de son clan, arriva au pouvoir en 1262, il envoya à Håkon un ultimatum, lui demandant une dernière fois de lui vendre les Hébrides, sans quoi il les prendrait par la force.
Les habitants des Hébrides se plaignaient à la cour de Norvège des pillages répétés par leur voisin le comte écossais de Ross, alors que le roi des Hébrides Jón Dungaðarson installé par Håkon IV de Norvège en 1248 était prêt de son côté à reconnaître la suzeraineté d'Alexandre III d'Écosse. Dans ce contexte, le roi Håkon IV voulait réaffirmer sa suzeraineté sur les royaumes celto-scandinaves des Hébrides et de l'île de Man, que les Norvégiens considéraient comme faisant partie intégrante de leur territoire depuis le Xe siècle.

## Conflit
En réponse à l'ultimatum, Håkon IV rassemble une énorme flotte de 120 navires norvégiens et orcadiens, dont il prend lui-même la tête au début de l'été 1263. Il reçoit le soutien initial de ses vassaux dans la région : Magnus III de Man, Dugald MacRuairi et son frère Alan. Dès son arrivée, ces derniers sont rejoints par Angus Mór MacDonald, seigneur d'Islay, et son frère Murchaid de Kintyre qui avaient reconnu la souveraineté écossaise.
Håkon IV s'arrêta à l'île d'Arran où les pourparlers commencèrent. Alexandre III s'arrangea pour faire traîner les négociations jusqu'aux tempêtes de l'automne, mais Håkon IV comprit son plan et lança l'attaque plus tôt que prévu. Malheureusement pour Håkon, les tempêtes automnales advinrent plus tôt elles aussi, et la plupart de ses navires furent détruits ou sévèrement endommagés. Håkon battit en retraite pour un court répit afin de réparer sa flotte, mais repartit à l'assaut aux environs de Largs en octobre 1263.
Les Norvégiens furent attaqués par les archers écossais alors qu'ils accostaient la plage, perdant ainsi cinq équipages, mais ils se lancèrent à l'assaut, les hommes d'Alexandre III firent de même, et tout le jour la bataille continua : du fait des assauts répétés des archers, et de la tempête qui montait, les hommes d'Håkon ne purent apporter des renforts à leur ligne de front. À la fin de la journée, les Norvégiens battirent en retraite, et Håkon demanda une trêve pour ramasser leurs morts, ce qu'Alexandre accepta. Le matin suivant, Håkon fait voile avec ses troupes vers Orkney, où il meurt en décembre 1263. Au cours de l'été 1264 Magnus III de Man fait sa soumission à Dumfries au roi Alexandre III qui annexera son royaume à sa mort en 1265.
Le successeur d'Håkon, Magnus VI de Norvège, cèdera finalement l'île de Man et les Hébrides à Alexandre III en 1266 lors du traité de Perth.